# Balugães
Balugães é uma povoação portuguesa sede da Freguesia de Balugães do Municípipo de Barcelos, freguesia com 2,73 km² de área e 787 habitantes
(censo de 2021), tendo, por isso, uma densidade populacional de 288,3 hab./km².

## Demografia
A população registada nos censos foi:
| Distribuição da População por Grupos Etários | Distribuição da População por Grupos Etários | Distribuição da População por Grupos Etários | Distribuição da População por Grupos Etários | Distribuição da População por Grupos Etários |
| -------------------------------------------- | -------------------------------------------- | -------------------------------------------- | -------------------------------------------- | -------------------------------------------- |
| Ano                                          | 0-14 Anos                                    | 15-24 Anos                                   | 25-64 Anos                                   | > 65 Anos                                    |
| 2001                                         | 194                                          | 131                                          | 424                                          | 114                                          |
| 2011                                         | 138                                          | 113                                          | 460                                          | 130                                          |
| 2021                                         | 94                                           | 97                                           | 431                                          | 165                                          |

## Património
- Povoado Fortificado de Carmona ou Castro de Carmona
- Santuário de N. Sra. da Aparecida
- Antiga igreja paroquial de S. Martinho de Balugães
- Ponte de Tábuas

## Política

### Eleições autárquicas
| Data | %       | V       | %     | V  | %       | V       | %     | V   | %       | V       |
| Data | PPD/PSD | PPD/PSD | PS    | PS | CDS-PP  | CDS-PP  | IND   | IND | PSD-CDS | PSD-CDS |
| ---- | ------- | ------- | ----- | -- | ------- | ------- | ----- | --- | ------- | ------- |
| 1976 | 77,63   | 6       | 16,97 | 1  |         |         |       |     |         |         |
| 1979 | 89,60   | 9       |       |    |         |         |       |     |         |         |
| 1982 | 87,64   | 9       |       |    |         |         |       |     |         |         |
| 1985 | 74,22   | 6       | 19,51 | 1  |         |         |       |     |         |         |
| 1989 | 78,97   | 6       | 15,24 | 1  |         |         |       |     |         |         |
| 1993 | 49,03   | 4       | 48,86 | 3  |         |         |       |     |         |         |
| 1997 | 49,77   | 4       | 48,04 | 3  |         |         |       |     |         |         |
| 2001 | 51,87   | 4       |       |    | 45,64   | 3       |       |     |         |         |
| 2005 | 50,32   | 4       | 42,70 | 3  | 4,92    | -       |       |     |         |         |
| 2009 | 60,03   | 5       | 35,96 | 2  |         |         |       |     |         |         |
| 2013 | CDS-PP  | CDS-PP  | 31,55 | 2  | PPD/PSD | PPD/PSD | 6,01  | -   | 57,76   | 5       |
| 2017 | CDS-PP  | CDS-PP  | 24,91 | 2  | PPD/PSD | PPD/PSD |       |     | 71,48   | 5       |
| 2021 | CDS-PP  | CDS-PP  | 18,75 | 1  | PPD/PSD | PPD/PSD | 77,32 | 6   |         |         |